# Solingen
Solingen é uma cidade da Alemanha localizada na região administrativa de Düsseldorf, estado da Renânia do Norte-Vestfália.
Solingen é uma cidade independente (Kreisfreie Städte) ou distrito urbano (Stadtkreis), ou seja, possui estatuto de distrito (Kreis).
Solingen é conhecida como "Cidade das lâminas", uma vez que diversas forjas de renome estão instaladas há séculos na cidade, fabricando espadas, facas, tesouras e navalhas. Tal fama remonta à Idade Média, quando os ferreiros de Solingen cunharam a expressão "Cidade das lâminas". No final do Século XVII, um grupo de ferreiros de Solingen quebrou os juramentos da profissão, e levou os segredos das forjas de Solingen para a cidade de Shotley Bridge, na Inglaterra.
Atualmente, estima-se que 90% das facas produzidas na Alemanha sejam provenientes da cidade de Solingen. Entre as mais famosas empresas de cutelaria e forja de Solingen estão: Wüsthof, J. A. Henckels, Boker, Villeroy&Boch e Wilkinson Sword, que é uma empresa inglesa, mas hoje tem sua sede em Solingen.

## Geografia
Solingen situa-se a sudoeste de Wuppertal, na região de Bergisches Land. A cidade tem uma área de 89,45 quilômetros quadrados, dos quais cerca de 50% são utilizados na agricultura, na horticultura e na engenharia florestal. A circunferência de seus limites é de 62 quilômetros, e as dimensões da cidade são de 15,6 quilômetros de leste a oeste, e 11,7 quilômetros de norte a sul. O Rio Wupper, um afluente direto do Rio Reno, flui através da cidade por 26 quilômetros. O ponto mais alto da cidade é a antiga caixa d'água de Gräfrath, na zona norte de Solingen, hoje "Torre da luz", com 276 metros. O ponto mais baixo, 53 metros, fica na região sudoeste da cidade.

### Comunidades e cidades vizinhas
As seguintes cidades e comunidades fazem fronteira com Solingen, começando de nordeste e avançando no sentido horário ao redor da cidade:
- Wuppertal (distrito urbano);
- Remscheid (distrito urbano);
- Wermelskirchen (dentro do distrito de Rheinisch-Bergischer);
- Leichlingen (dentro do distrito de Rheinisch-Bergischer);
- Langenfeld (dentro do distrito de Mettmann);
- Hilden (dentro do distrito de Mettmann);
- Haan (dentro do distrito de Mettmann).

### Administração da cidade
Atualmente, Solingen consiste de cinco municípios, a saber:
- Gräfrath;
- Wald;
- Solingen-Mitte;
- Ohligs/Aufderhöhe/Merscheid;
- Höhscheid/Burg.

Cada município tem um conselho municipal (Bezirksvertreter) composto por 13 ou 15 representantes eleitos a cada cinco anos pela população. Os conselhos municipais são responsáveis pelos assuntos administrativos dos municípios.
Os cinco municípios de Solingen subdividem-se em diversas áreas residenciais com seus próprios nomes, embora seus limites muitas vezes não sejam muito precisos. Entre essas regiões encontram-se: Aufderhöhe, Balkhausen, Burg, Brabant, Broßhaus, Central, Dahl, Demmeltrath, Dorperhof, Eigen, Flachsberg, Fürk, Fürkeltrath, Fuhr, Glüder, Gönrath, Gosse, Hackhausen, Haasenmühle, Höhrath, Hasseldelle, Hästen, Höhscheid, Ittertal, Kannenhof, Katternberg, Ketzberg, Kohlfurth, Kotzert, Kohlsberg, Krahenhöhe, Külf, Rathland, Keusenhof, Löhdorf, Landwehr, Mangenberg, Mankhaus, Maubes, Meigen, Müngsten, Nümmen, Papiermühle, Pfaffenberg, Pilghausen, Piepersberg, Rupelrath, Rüden, Rölscheid, Schlagbaum, Schrodtberg, Schaberg, Schieten, Schnittert, Theegarten, Unnersberg, Unterland, Weyer, Widdert, Wilzhaus, Zum Holz e muitos mais.

## História

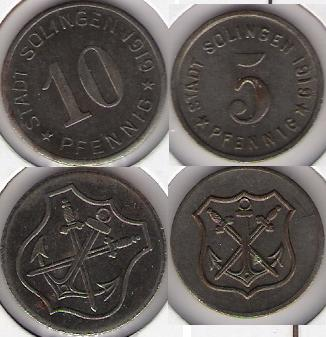
Moedas expedidas após a Primeira Guerra Mundial pela cidade de Solingen.

Solingen foi mencionada pela primeira vez em 1067 por um cronista que chamou a área de "Solonchon". Variações primitivas do nome incluíam "Solengen", "Solungen" e "Soleggen", mas o nome atual está em uso desde o final do Século XIV.
Fundições de ferreiros datando de aproximadamente 2000 anos atrás foram encontrada nos arredores da cidade, aumentando a fama de Solingen de centro ferreiro da Europa setentrional. As espadas de Solingen foram usadas em lugares como os reinos Anglo-Saxões e as Ilhas Britânicas. Como a Europa setentrional admirava a qualidade do armamento manufaturado em Solingen, este cruzou o continente europeu nas mais diversas direções. Ainda hoje Solingen continua sendo o centro de produção de facas da Alemanha.
Solingen foi uma minúscula vila durante séculos, mas tornou-se uma cidade fortificada no Século XV. Durante a Segunda Guerra Mundial a velha cidade foi completamente destruída por um ataque aéreo, em 1944, e 1040 pessoas morreram.
Em 1929, Ohligs, então localizada a 27 quilômetros de trem ao norte de Colônia, na província prussiana de Rhine, tornou-se parte de Solingen. Suas principais manufaturas eram cutelaria e ferragem, e existiam fundições e fábricas de farinha. Outras indústrias eram cervejaria, tinturaria, tecelagem e olaria. Antes de 1891, Ohligs era conhecida como Merscheid.
Mais recentemente, a cidade esteve na mídia por causa de um incêndio provocado em 29 de maio de 1993, contra a casa de uma família turca, no qual duas mulheres e três meninas morreram. Mais sete pessoas ficaram gravemente feridas. O incêndio foi provocado por seguidores locais do Neo-nazismo. O incidente gerou ainda mais controvérsia quando o Chanceler Helmut Kohl negou-se a assistir ao funeral das vítimas.

## População
A população de Solingen dobrou entre 1880 e 1890 devido à incorporação da cidade de Dorp a Soligen, em 1889, momento em que alcançou a marca de 36.000 pessoas. A população voltou a sofrer um grande aumento em 1 de agosto de 1929, com a incorporação de Ohligs, Wald, Höhscheid e Gräfrath aos limites da cidade. Isso elevou a população a mais de 100.000 pessoas, o que concedeu a Solingen a distinção de "cidade grande" (Groβstadt). O número de habitantes chegou ao ápice em 1971, com 177.899 residentes, e a população em 2007 era de 162.575.
A seguinte tabela mostra a população de Solingen nos respectivos pontos no tempo. Os números são derivados de censos estimados ou números providenciados por escritórios ou agências estatísticas, com exceção dos números de antes de 1843, que foram recolhidos usando inconsistentes técnicas de gravação.
| Ano                   | População |
| --------------------- | --------- |
| 1747                  | 2.000     |
| 1804                  | 2.871     |
| 1818                  | 4.000     |
| 3 de dezembro de 1846 | 6.127     |
| 3 de dezembro de 1861 | 10.100    |
| 1 de dezembro de 1871 | 14.040    |
| 1 de dezembro de 1880 | 16.900    |
| 1 de dezembro de 1890 | 36.540    |

| Ano                    | População |
| ---------------------- | --------- |
| 1 de dezembro de 1900  | 45.260    |
| 1 de dezembro de 1910  | 50.536    |
| 1 de dezembro de 1916  | 45.720    |
| 8 de outubro de 1919   | 48.912    |
| 16 de junho de 1925    | 52.002    |
| 16 de junho de 1933    | 140.162   |
| 17 de maio de 1939     | 140.466   |
| 31 de dezembro de 1945 | 129.440   |

| Ano                    | População |
| ---------------------- | --------- |
| 13 de setembro de 1950 | 147.845   |
| 6 de junho de 1961     | 169.930   |
| 27 de maio de 1970     | 176.420   |
| 31 de dezembro de 1980 | 166.085   |
| 25 de maio de 1987     | 159.103   |
| 31 de dezembro de 1990 | 165.401   |
| 31 de dezembro de 2000 | 164.973   |
| 31 de dezembro de 2007 | 162.575   |

## Transporte

### Trem
Solingen é servida pelo Rhein-Ruhr S-Bahn, linha S7, de Dusseldörf. O Regionalbahn RB47 liga Solingen (incluindo a estação perto da cidade centro, Solingen-Mitte) a Wuppertal, via Remscheid, Lennep e Ronsdorf. Há também uma conexão do Deutsche Bahn para Colônia, via Leverkusen-Opladen.

### Trólebus
Solingen é dotada de uma rede de trólebus, uma das únicas três que restaram na Alemanha. O centro da rede é na Graf-Wilhelm-Platz (Praça Conde Guilherme).
História
O primeiro trólebus entrou em serviço em 19 de junho de 1952. A rede era uma conversão do antigo bonde da cidade. A conversão foi completada em 2 de dezembro de 1959. Extensões foram inauguradas em 1981 (de Schlagbaum a Haßelstraße - 2,6 quilômetros), 1982 (de Höhscheid a Brockenburg - 0,8 quilômetros) e 1993 (de Aufderhöhe a Mangenberg/Graf-Wilhelm-Platz - 8,2 quilômetros).
Rede

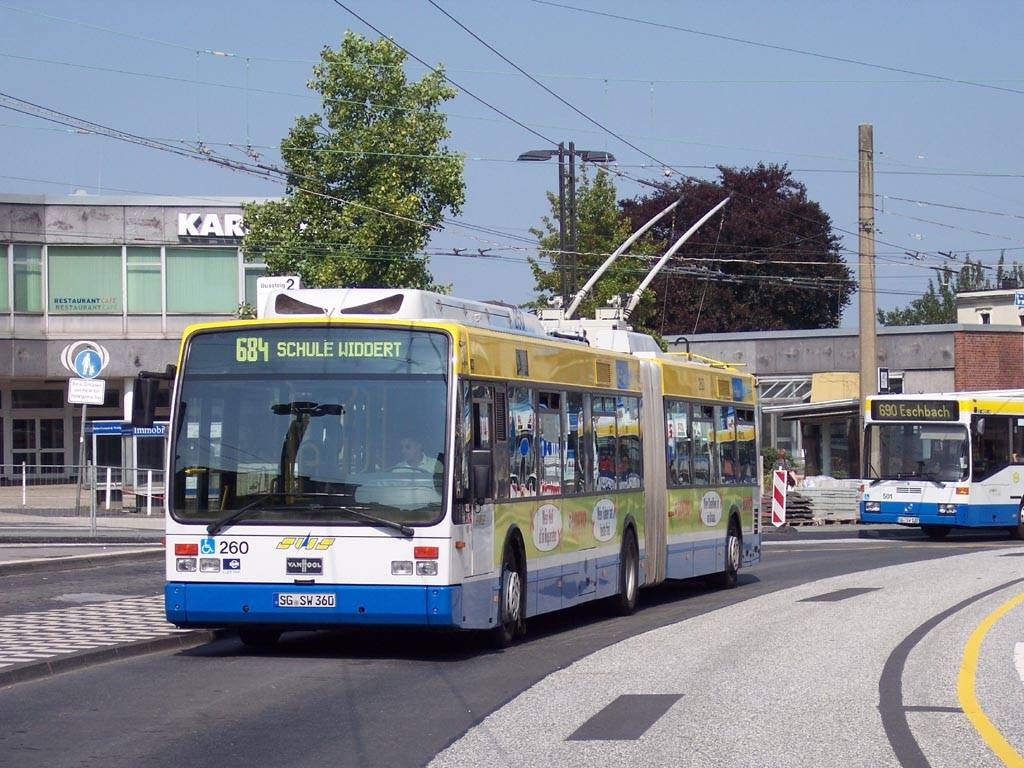
Trólebus em Graf-Wilhelm-Platz.

Até 2007, 6 linhas estavam em operação. As linhas mais antigas (681-684) são servidas a cada dez minutos, ao passo que as linhas mais novas (685-686, inauguradas em 22 de agosto de 1993) saem a cada meia hora, embora elas tenham sido duplicadas na maior parte da rota. As rotas 681 e 682 fazem interseção com a maior estação de trem da cidade - Solingen Hbf - que fica nos subúrbios ocidentais. A linha 683 - com 14,5 quilômetros, a propósito a mais longa da rede - também conecta-se ao monotrilho Wuppertal Schwebebahn, em Vohwinkel. A extremidade meridional da linha 683 é o pitoresco povoado de Burg an der Wupper, onde fica o Schloss Burg (Castelo Burg). Burg também é o lar do único trólebus girável do mundo: devido à falta de espaço para realizar um giro completo, o trólebus sobe a uma plataforma giratória que realiza um giro de 180°. Isso impede a utilização de veículos articulados como no resto da rede.
Frota
No começo de 2007 a frota era composta de 49 veículos: 15 ônibus articulados Berkhof (ano 2001/2), 20 ônibus articulados Van Hool (ano 2002/3) e 14 ônibus de três eixos MAN (ano 1986/7). A fonte de alimentação é de 600 V DC.
Planos futuros
Em meados da década de 1990 foi planejada a troca dos trólebus por ônibus a diesel, que nunca foram comprados; os trólebus foram preferidos aos veículos a diesel, uma vez que possuem aceleração superior e melhor adequação aos terrenos montanhosos. A linha 683 pode, não obstante, sofrer uma extensão a partir de Burg an der Wupper, utilizando ônibus híbridos (que utilizariam eletricidade e combustível fóssil). Isso pode eliminar a necessidade de haver uma plataforma giratória em Burg.

## Religião

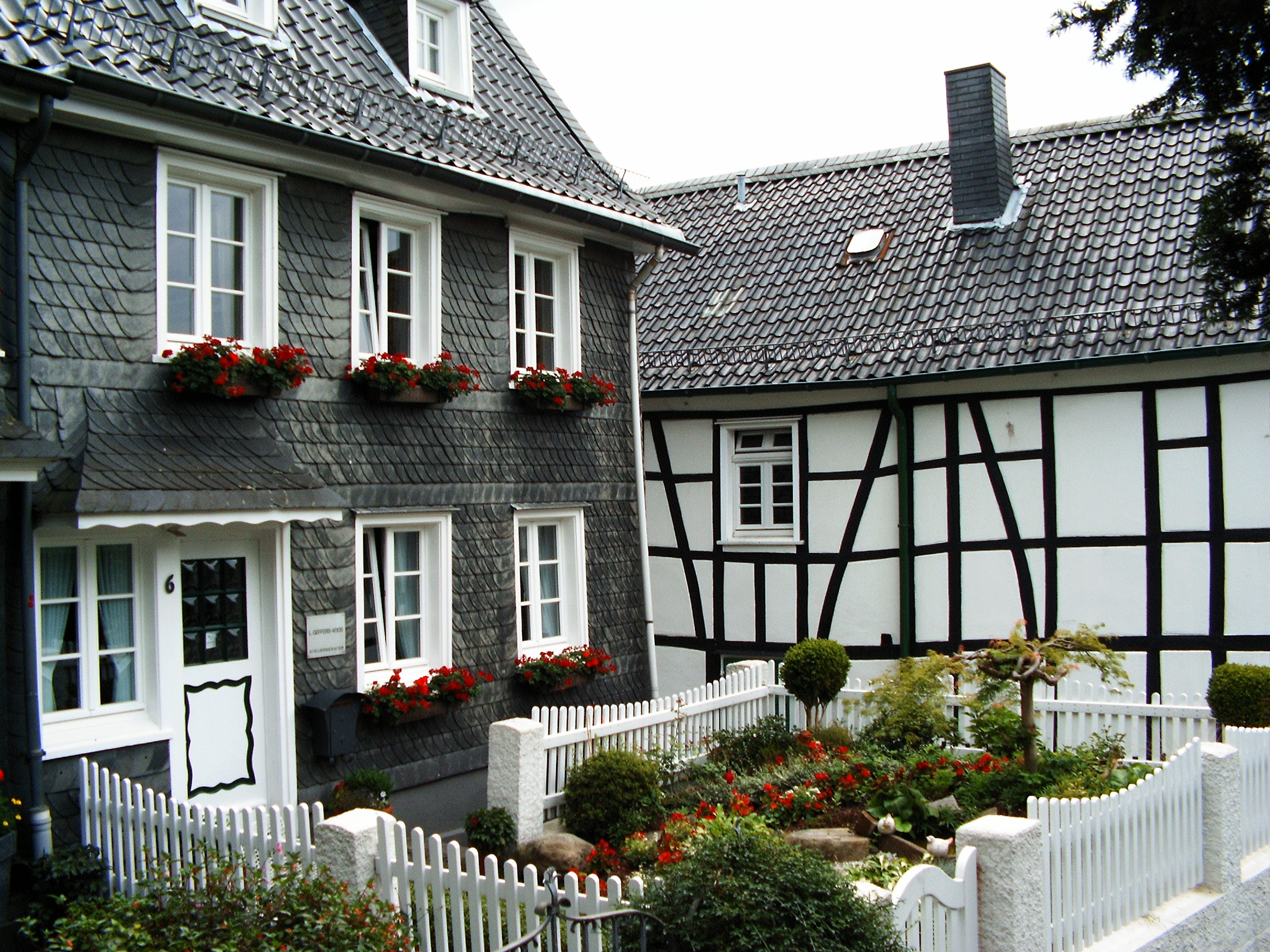
Arquitetura tipicamente germânica em Solingen.

Solingen pertence desde seu início à Arquidiocese Católica Romana de Colônia (Erzbistums Köln), e mais especificamente ao Arcediagado do Preboste de St. Kunibert,  Deado de Deutz. Embora a Reforma Protestante tenha gradualmente feito ganhos na cidade, que estava sob o controle do Conde de Berg, a maioria da população permaneceu católica. A comunidade católica foi beneficiada por um senhor local em 1658, que construiu uma nova igreja, concluída em 1701. Em 1827 Solingen ganhou seu próprio Deado, dentro da recém-definida Arquidiocese de Colônia, ao qual as atuais paróquias da cidade ainda pertencem.
Como foi mencionado acima, apenas gradualmente o Protestantismo ganhou alguma posição em Solingen. Uma igreja protestante filiada ao sínodo de Bergisch foi estabelecida em 1590, e outra paróquia local tornou-se protestante em 1649. Os Luteranos se fizeram presentes em Solingen desde o início do Século XVII, e uma congregação luterana foi fundada em 1635. Em 1672 um acordo religioso foi formalizado entre os grupos religiosos da cidade. A Reforma também foi introduzida em Gräfrath em 1590, onde uma igreja foi criada em 1629. As igrejas Reformada e Luterana formaram uma igreja unida em 1838, seguindo a União Prussiana, ocorrida em 1817.
As paróquias protestantes pertenciam originalmente ao sínodo do distrito de Lennep, hoje parte da cidade de Remscheid. Um novo sínodo foi estabelecido em 1843, e a cidade adquiriu então seu próprio superintendente, uma espécie de administrador da igreja. Isso serviu de base para a atual Igreja Distrito de Solingen, um membro da Igreja Evangélica na Renânia. À exceção das igrejas livres, a maioria das igrejas protestantes atuais de Solingen pertencem à Igreja Distrito de Solingen.
Hoje, aproximadamente 34% da população de Solingen pratica o Protestantismo e 26% pratica o Catolicismo. Outras igrejas existentes em Solingen incluem a Ortodoxa Grega, a Evangélica Livre (incluindo a Batista e a Casa de Oração – Irmãos), a Metodista, a Adventista do Sétimo Dia, a Pentecostal, a Exército da Salvação e igrejas livres. A Igreja de Jesus Cristo dos Santos dos Últimos Dias, as Testemunhas de Jeová e a Nova Igreja Apostólica também têm comunidades em Solingen.

## Principais Atrações

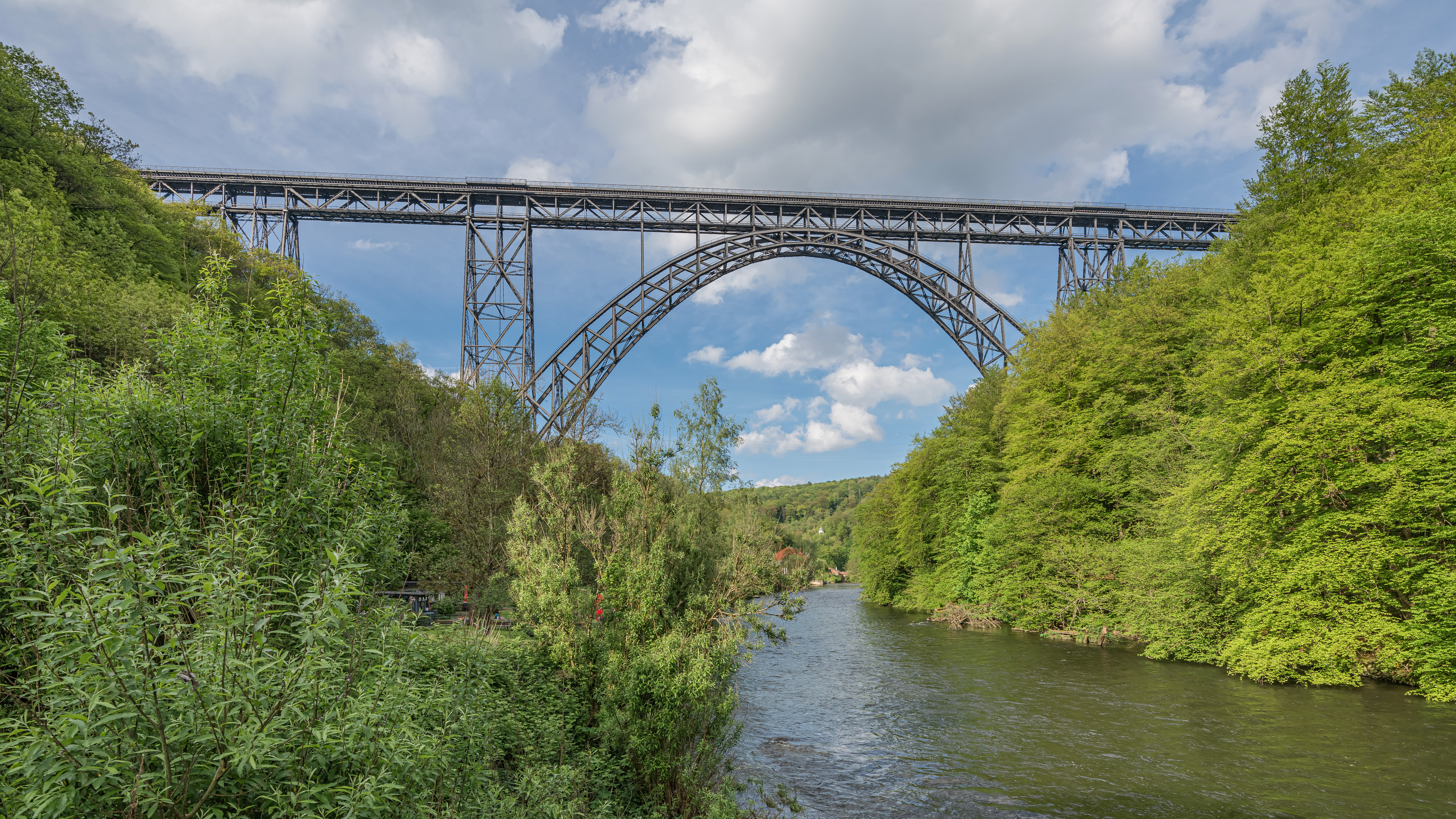
Müngstener Brücke, uma ponte-trilho entre Solingen e Remscheid.

- Schloss Burg, o castelo do Conde de Burg;
- Museu Industrial das Forjas Hendrichs da Renânia, um "ponto-âncora" da Rota do Patrimônio Industrial Europeu;
- Klosterkirche, igreja (1690);
- Deutsches Klingenmuseum, Museu Alemão de Lâminas, expõe espadas e cutelaria de todas as épocas;
- Müngstener Brücke, uma ponte-trilho que conecta Solingen ao povoado vizinho de Remscheid. Com 107 metros de altura, é a ponte-trilho mais alta da Alemanha.

## Pessoas famosas

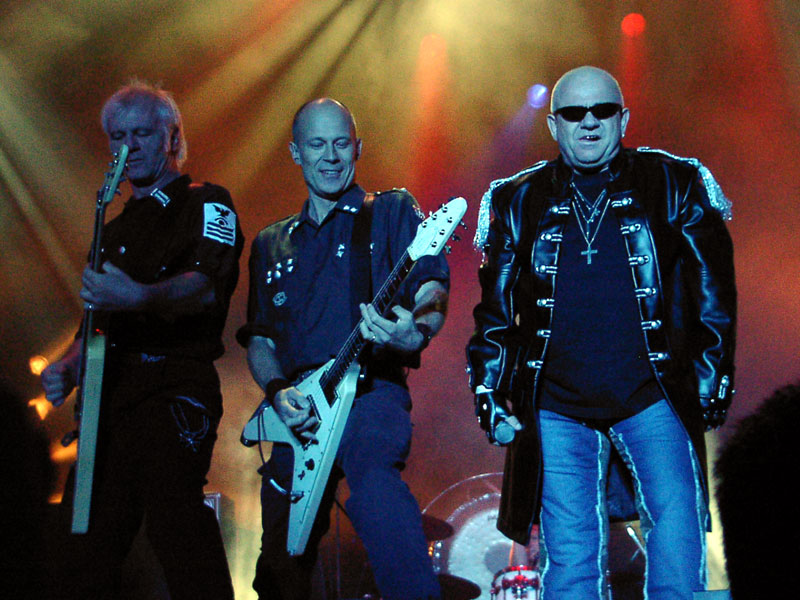
A banda Accept é proveniente de Solingen.

- Albert Bierstadt, famoso pintor paisagista (1830-1902)
- A banda de Heavy Metal Accept;
- O tenente-coronel da SS, Adolf Eichmann;
- O escritor Arthur Möller van den Bruck;
- Ulay, artista, fotógrafo e performer, costumava atuar com Marina Abramovic;
- Walter Scheel, 4º presidente da Alemanha (1974-1979);
- Hermann Friedrich Graebe, um "Justo entre as Nações" pelos israelitas;
- Veronica Ferres, atriz alemã;
- Mola Adebisi, apresentadora de TV alemã;
- Pina Bausch, nascida em 1940, coreógrafa, ganhadora do Prêmio Goethe em 2008;
- Adolf Kamphausen (1829-1909), estudioso bíblico;
- J. C. C. Devaranne, ajudou a liderar a resistência contra a ocupação napoleônica em 1813;
- Os fundadores da Studebaker Brothers Manufacturing Company, que depois tornou-se a montadora automotiva Studebaker, eram ferreiros em Solingen, quando migraram para a América em 1736.

## Facas Solingen no Rio Grande do Sul

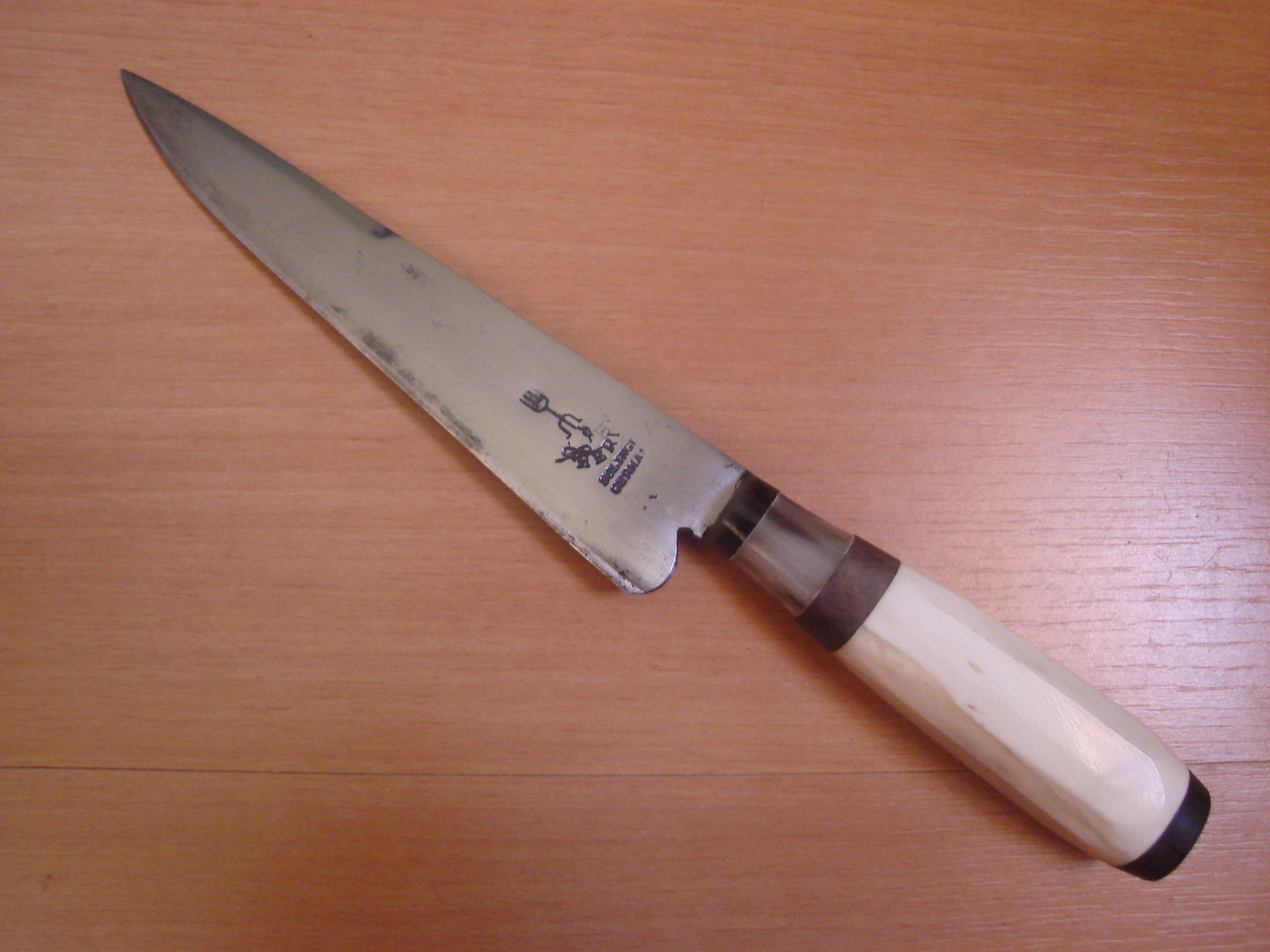
Faca artesanalmente manufaturada a partir de uma tesoura de tosquia da marca Herder.

No estado brasileiro do Rio Grande do Sul, as facas de aço carbono provenientes de Solingen são dotadas de fama incomum. Tal fama remonta ao Século XIX, quando as primeiras lâminas foram importadas.
A razão pela qual estas facas se tornaram preferidas pelos gaúchos é a robustez das lâminas de Solingen, forjadas em ligas de aço com alto teor de carbono, o que lhes confere uma resistência ausente em lâminas feitas com outros tipos de aço. Essas lâminas tão robustas ajustaram-se perfeitamente ao pesado trabalho campestre realizado por aqueles e acabaram se tornando objetos cobiçados no pampa riograndense.
Esta fama perdurou ao longo do século XX, e ainda hoje, em pleno século XXI, estas facas são disputadas por colecionadores e campeiros de todo o estado, e até de fora dele. Tal disputa deu margem ao surgimento de falsificadores, que imprimem as mais famosas marcas de Solingen em lâminas quaisquer e as vendem a diferentes preços, às vezes muito menores, às vezes ligeiramente menores.
Estas são algumas das marcas que se tornaram mais conhecidas no Rio Grande do Sul (entre parênteses está a denominação popular ou o nome brasileiro das marcas):
- Gebruder Weyersberg (Cutelaria Corneta);
- Hans Wolf ("Touro");
- Heinrich Böker & Co. (Arbolito);
- Herder (Candelabro);
- Burgvogel;
- Fraz Wenk (Cervo);
- J. A. Henckels - Zwilling (Gêmeos).

Como no pampa há mais gaúchos do que facas, nem todos conseguem obter um exemplar legítimo de uma faca de Solingen. Para suprir tal escassez, muitos gaúchos fazem suas próprias facas a partir de lâminas de tesouras de tosquia, também provenientes de Solingen. Como a geografia pampeana e o clima subtropical favorecem a criação de ovelhas, o número de tesouras de tosquia importados pelo estado foi muito grande. Com o advento das máquinas de tosquiar, muitas dessas tesouras foram esquecidas nos galpões das estâncias e passaram a ser transformadas em facas por artesãos gaúchos. As tesouras de Solingen são forjadas em aço com alto teor de carbono, muito semelhante ao utilizado nas facas. Portanto, uma vez destemperadas, recortadas e retemperadas, as lâminas dessas tesouras estavam prontas para tornarem-se facas tão boas quanto as "originais".

## Cidades irmãs
- - Złotoryja, Polônia, desde 1955;
- - Gouda, Holanda, desde 1957;
- - Chalon-sur-Saône, França, desde 1960;
- - Blyth, Northumberland, Inglaterra, desde 1962;
- - Jinotega, Nicarágua, desde 1985;
- - Ness Ziona, Israel, desde 1986;
- - Thiès, Senegal, desde 1990;
- - Aue, Saxônia, Alemanha, desde 1990;
- - Concepción del Uruguay, Argentina, desde 2005.